# 歌舞大王齊格飛
《歌舞大王齊格飛》（英語：The Great Ziegfeld）是一部1936年由米高梅公司製作的歌舞片，內容是描述美國於二十世紀初極為知名的齊格飛富麗秀歌舞劇製作人小弗洛伦茨·齐格菲尔德的一生。本片共获7项奥斯卡奖提名，并最终赢得了奥斯卡最佳影片、奥斯卡最佳女主角以及奥斯卡最佳舞蹈指导奖。

## 劇情
本片的故事始于1893年的芝加哥哥伦布纪念博览会，26岁的齐格飞正在开展一场表演。他的表演突出的是一位大力士，然而这种表演似乎并没能吸引到几个观众。与之相反，在另外一处场地进行表演的杰克·比林斯（Jack Billings）却吸引了大量的观众。原来，他的演员都是年轻漂亮的姑娘，她们正在表演芭蕾舞。齐格飞灵机一动，他让女士们去触摸大力士健壮的肌肉。很快，比林斯那边的观众都转向了齐格飞的一方。
若干年后，齐格飞和比林斯成为了竞争对手。他们来到欧洲，打算同演员安娜签订合同。齐格飞得到了她的信任，然而他们在纽约的亮相却令人大失所望。好在，利用宣传手段，齐格飞从破产中走了出来并重拾自信。安娜成了明星并且嫁给了齐格飞。他们的合作持续了很多年，安娜也是齊格飛富麗秀节目的幕后灵感来源。这是一档开始于1907年的舞台节目。然而到了1913年，安娜受够了齐格飞的沾花惹草最终决定离婚，离婚后安娜的受到的打击要大于齐格飞。齐格飞在几个月后又迎娶了女演员比利·伯克（Billie Burke），后者一直陪伴到齐格飞1932年因操劳过度去世并且为他生下一个女儿。

## 演員
- 威廉·鲍威尔 飾 小弗洛伦茨·齐格菲尔德[3]

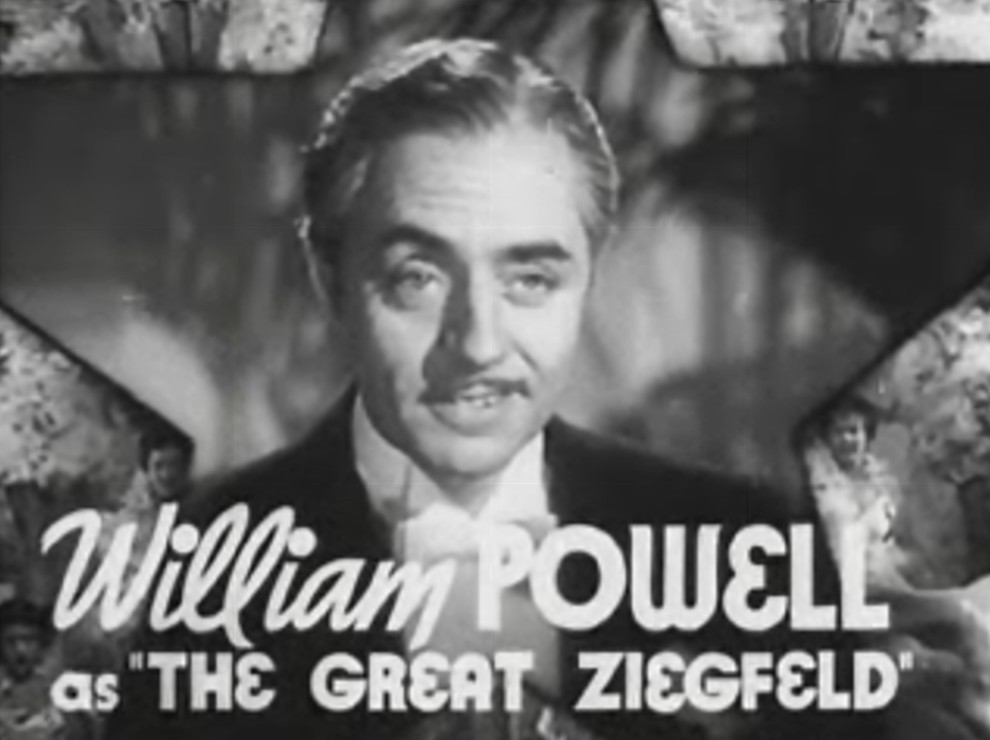
威廉·鲍威尔飾演小佛羅倫茲·齊格飛

- 瑪娜·洛伊 飾 比利·伯克，齐格飞的第二任妻子
- 露薏絲·蕾娜 飾 安娜·海爾德（英语：Anna Held），齐格飞的第一任妻子
- 法蘭克·摩根 飾 Billings
- 法尼·布里斯（英语：Fanny Brice） 飾 她自己
- 維吉尼亞·布魯斯（英语：Virginia Bruce） 飾 Audrey Dane
- 雷金納德·歐文（英语：Reginald Owen） 飾 Sampson
- 雷·博爾格（英语：Ray Bolger） 飾 他自己
- Ernest Cossart（英语：Ernest Cossart） 飾 Sidney
- 梅·奎斯泰爾（英语：Mae Questel） 飾 Rosie
- 約瑟·考托恩（英语：Joseph Cawthorn） 飾 Dr. Ziegfeld
- 納·彭德爾頓（英语：Nat Pendleton） 飾 尤金·山道
- 哈里特·霍克托（英语：Harriet Hoctor） 飾 她自己
- Jean Chatburn 飾 Mary Lou
- Paul Irving 飾 Erlanger

## 製作緣起
歌舞大王齊格飛透過傳記式小說的手法，描述小佛羅倫茲·齊格飛事業發起直至去世的過程。電影中包含了由華特·當諾森（Walter Donaldson）以及艾文·柏林（Irving Berlin）所原創之音樂。艾文·柏林的音樂作品曾於1918-1920年間於齊格飛富麗秀中演出。齐格飞本人年轻时是表演杂耍节目的艺人，1893年时他来到百老汇发展，1907年创建了以自己命名的歌舞团并大获成功。1932年齐格飞去世，他的歌舞团受大萧条的影响也逐步衰败。

## 得獎
這部電影共獲得三座奧斯卡金像獎：
- 最佳影片－－米高梅公司（製作人杭特·史壯柏格（Hunt Stromberg））
- 最佳女主角－－路易丝·赖纳（Luise Rainer）
- 最佳舞蹈指導－－賽摩·菲力克斯（Seymour Felix）《美女如歌》（A Pretty Girl Is Like a Melody）

同時也獲得了四項奧斯卡提名：
- 最佳藝術指導 - Cedric Gibbons、 Eddie Imazu 以及 Edwin B. Willis （輸給 孔雀夫人(Dodsworth)）
- 最佳導演 - 羅伯·雷納德（Robert Z. Leonard） (輸給 富貴浮雲(Mr. Deeds Goes to Town)導演Frank Capra ）
- 最佳剪輯 - William S. Gray
- 最佳原創劇本 - William Anthony McGuire

## 外部連結
- 互联网电影数据库（IMDb）上《歌舞大王齊格飛》的资料（英文）
- 豆瓣电影上《歌舞大王齊格飛》的資料 （简体中文）